# اوجنیو گالدیری
اوجنیو گالدیری (به ایتالیایی: Eugenio Galdieri) (۱۹۲۵ - ۲۰۱۰) معمار و مرمت‌گر اهل ایتالیا بود. گالدیری، مرمت بعضی از بناهای تاریخی ایران از جمله عالی قاپو، چهل ستون و هشت بهشت را به عهده داشت.

## زندگینامه
گالدیری در سال ۱۹۲۵ در شهر ناپل به دنیا آمد اما در نوجوانی با خانواده خود به رم مهاجرت کرد و در این شهر به تحصیل پرداخت. او از دهه ۱۹۶۰ میلادی به ایران رفت و سرپرست کارهای مرمتی موسسه شرق‌شناسی ایتالیا (ایزمئو) در ایران شد.
وی کار خود را ابتدا در کاخ عالی قاپو آغاز کرد و سپس به انجام کارهای مرمتی در مسجد جامع اصفهان و کاخ‌های چهل ستون و هشت بهشت پرداخت. فعالیت‌های گالدیری در ایران، علاوه بر آن که توانست منجر به حفظ تعدادی از مهمترین بناهای معماری ایرانی شود، باعث شناخت بهتر آنها نیز شد. فعالیت‌های او همچنین باعث شد الگوی مناسبی برای چگونگی مرمت و حفاظت از بناهای تاریخی در ایران پدید آید.
کارهای مطالعاتی و مرمتی موسسه ایزمئو در مسجد جامع اصفهان، که به سرپرستی گالدیری صورت گرفت، توانست ابهام‌های فراوانی را که در مورد تاریخ و دوره‌های معماری این مسجد تاریخی وجود داشت رفع کند؛ این مطالعات نشان داد برخلاف تصور رایج در آن زمان، مسجد جامع پیش از دوران سلجوقی نیز وجود داشته و دارای دوره‌های متعدد معماری بوده‌است.
در کاخ عالی قاپوی اصفهان، برنامه مرمتی موسسه ایزمئو به مدت ۱۰ سال به سرپرستی گالدیری پیش رفت و ضمن نجات بخشی ساختمان و برطرف کردن آسیب‌های ساختار و تزیینات آن، برای اولین بار در مورد تاریخ و نحوه شکل گیری این ساختمان اطلاعات جالب توجهی به دست آمد.
او همچنین سرپرست مطالعه و مرمت تعدادی از بناهای تاریخی در ولایت غزنی در افغانستان نیز بوده‌است. به جز ایران و افغانستان، گالدیری از طرف موسسه ایزمئو سرپرستی عملیات مرمت در کشور عمان را نیز برعهده داشت و در دهه ۱۹۹۰ میلادی از طرف وزارت امور خارجه ایتالیا، پروژهٔ مرمت شهر تاریخی صنعا در یمن را نیز هدایت کرد.
او در سال ۱۹۸۰ میلادی «جایزه معماری آقاخان» را به دلیل مرمت بناهای تاریخی شهر اصفهان دریافت کرد.
اوجنیو گالدیری در ۳ نوامبر ۲۰۱۰ در دفتر کار خود در شهر رم درگذشت.

## منبع
- اوجنیو گالدیری، معمار و مرمت‌گر برخی از بناهای ایرانی درگذشت
- دایره المعارف ایرانیکا